# Питър Уотс
Питър Уотс (на английски: Peter Watts) е канадски писател на научна фантастика и биолог на морски бозайници.
Уотс става бакалавър (1980) и магистър (1983) в Университета на Гуелф, Онтарио, Канада. Защитава докторска степен в Университета на Британска Колумбия, Ванкувър във Факултета по зоология и екология на ресурсите през 1991 г.

## Творчество
В първия си роман Starfish (1999) Уотс представя отново Лени Кларк от разказа му A Niche от 1990 г. Кларк е работник в дълбоководна електростанция и физически променена за подводен живот. Тя е главен герой и в продълженията: Maelstrom (2001), βehemoth: β-Max (2004) и βehemoth: Seppuku (2005). Произведенията от 2004 – 2005 г. са всъщност общ роман, публикуван в 2 части поради комерсиални съображения. Така тези 3 романа оформят трилогията Rifters за модифицираните хора, пригодени да работят в дълбоководна обстановка.
Романът му Слепоглед е издаден през 2006 г. и е номиниран за Награда „Хюго“ за най-добър роман. Уотс пише 2 продължения: Sunflowers и Echopraxia, за това какво се случва на Земята по времето на „Слепоглед“.
Уотс публикува своите романи и някои разкази на своя сайт под Creative Commons лиценз.

## Произведения

### Романи

#### Трилогия Rifters
1. Starfish (1999)[1]
2. Maelstrom (2001)[2]
3. βehemoth (публикувана в два тома)[3]

- βehemoth: β-Max (юли 2004)
- βehemoth: Seppuku (декември 2004)

#### Други
- Слепоглед (Blindsight, 2006)[4]
- Crysis: Legion (2011) роман по играта Crysis 2.

### Разкази
- „A Niche“ (Tesseracts, 1990)
- „Nimbus“ (On Spec, 1994)
- „Flesh Made Word“ (Prairie Fire Magazine, 1994)
- „Fractals“ (On Spec, 1995)
- „Bethlehem“ (Tesseracts 5, 1996)
- „The Second Coming of Jasmine Fitzgerald“ (Divine Realms, 1998)
- „Home“ (On Spec, 1999)
- „Bulk Food“ (On Spec, 2000) with Laurie Channer
- „Ambassador“ (Ten Monkeys, Ten Minutes, 2002)
- „A Word for Heathens“ (ReVisions, 2004)
- „Mayfly“ (Tesseracts 9, 2005) with Derryl Murphy
- „Repeating the Past“ (Nature Magazine, 2007)
- „The Eyes of God“ (The Solaris Book of New Science Fiction: Volume 2, 2008)
- „Hillcrest v. Velikovsky“ („Nature Magazine“, 2008)
- „The Island“ (The New Space Opera 2, 2009)
- „The Things“ (Clarkesworld Magazine, January 2010)
- „Malak“ (Engineering Infinity, редактиран от Jonathan Strahan) January 2011